# Tokyo 42
Tokyo 42 est un jeu vidéo d'action dans lequel le joueur est un assassin qui utilise des attaques, des esquives, et sa furtivité pour remplir ses objectifs. Le jeu adopte un style minimaliste en vue isométrique. Développé par SMAC Games et édité par Mode 7, le jeu est sorti en mai 2017 sur Windows et Xbox One.

## Synopsis
En l'an 2042, presque tous les habitants de Tokyo prennent des médicaments Nanomed afin de devenir immortels. Le protagoniste, accusé d'avoir tué un activiste anti-nanomed et donc d'avoir commis le premier « vrai » meurtre depuis des années, il doit fuir et devenir tueur à gage à son tour.

## Accueil
- Eurogamer : Recommandé[2]
- GameSpot : 7/10[3]
- IGN : 6,5/10[4]
- PC Gamer US : 69 %[5]